# Chironomus zavreli
Chironomus zavreli är en tvåvingeart som beskrevs av Jean-Jacques Kieffer 1922. Chironomus zavreli ingår i släktet Chironomus och familjen fjädermyggor.
Artens utbredningsområde är Tjeckien. Inga underarter finns listade i Catalogue of Life.